# Пляшкова ракета
«Пляшкова ракета» (англ. Bottle Rocket) — кримінальна комедія режисера Веса Андерсона. Сценарій написаний Весом Андерсоном і Оуеном Вілсоном. Фільм став режисерським дебютом Веса Андерсона та акторським дебютом для братів Оуена Вілсона і Люка Вілсона.

## Сюжет
Троє друзів із Техасу Ентоні, Дігнан і Боб хочуть стати злочинцями. Дарма, що одного з них щойно виписали з психлікарні, вони планують пограбувати маленький книжковий магазин, та після цього муситимуть негайно тікати й довго переховуватись.

## У ролях
| Актор            | Роль             |
| ---------------- | ---------------- |
| Люк Вілсон       | Ентоні Адамс     |
| Оуен Вілсон      | Дігнан           |
| Роберт Масгрейв  | Боб Мепплторп    |
| Джеймс Каан      | містер Ейб Генрі |
| Нед Дауд         | доктор Ніколс    |
| Ші Фоулер        | Грейс            |
| Хейлі Міллер     | Берніс           |
| Ендрю Вілсон     | Джон Мепплторп   |
| Брайан Тененбаум | Клей Марчисон    |
| Дженні Тулі      | Стейсі Синклер   |
| Темпл Неш        | Темпл            |
| Лумі Кавасос     | Росіо            |

## Критика
Фільм провалився в прокаті, але привернув увагу критиків до молодого режисера Веса Андерсона. Режисер Мартін Скорсезе назвав «Пляшкову ракету» одним з десяти своїх улюблених фільмів 1990-х років.

## Нагороди та премії
- Lone Star Film & Television Awards
  - 1996 — Дебют року (Вес Андерсон, Люк Вілсон, Оуен Вілсон)
- Los Angeles Film Critics Association Awards
  - 1998 — Нагорода «Нове покоління» (Вес Андерсон)
- MTV Movie Awards
  - 1996 — Кращий новий режисер (Вес Андерсон)

## Цікавинки
- Назву «Пляшкова ракета» також носить короткометражний фільм, який був знятий в 1992 році режисером Весом Андерсоном і вийшов на екрани в 1994 році. По цьому фільму і був знятий повнометражний фільм.
- Фільм знімався в Далласі, Форт-Верт та Гіллсборо, штат Техас[8].
- Білл Мюррей розглядався на роль містера Ейба Генрі[9][10].